# Procolpia inclarata
Procolpia inclarata är en insektsart som först beskrevs av Walker, F. 1870.  Procolpia inclarata ingår i släktet Procolpia och familjen Romaleidae. Inga underarter finns listade i Catalogue of Life.